# Villa Flori
Villa Flori è una dimora storica del Lago di Como, situata sulla strada che da Como porta a Cernobbio e affacciata direttamente sul lago.

## Storia
La villa risale al 1859 quando il marchese Giorgio Giuseppe Raimondi decise di ampliare un precedente fabbricato come dono per le nozze della figlia Giuseppina Raimondi con Giuseppe Garibaldi.
Nel 1865, il marchese vendette la villa, alla famiglia Flori.
Dal 1958 la villa divenne albergo e nel 2011 venne completamente ristrutturata.
L’albergo conserva una stanza intitolata a Giuseppe Garibaldi con elementi d’epoca e il letto dove dormì il generale; il ristorante conserva il nome Raimondi in onore del marchese.

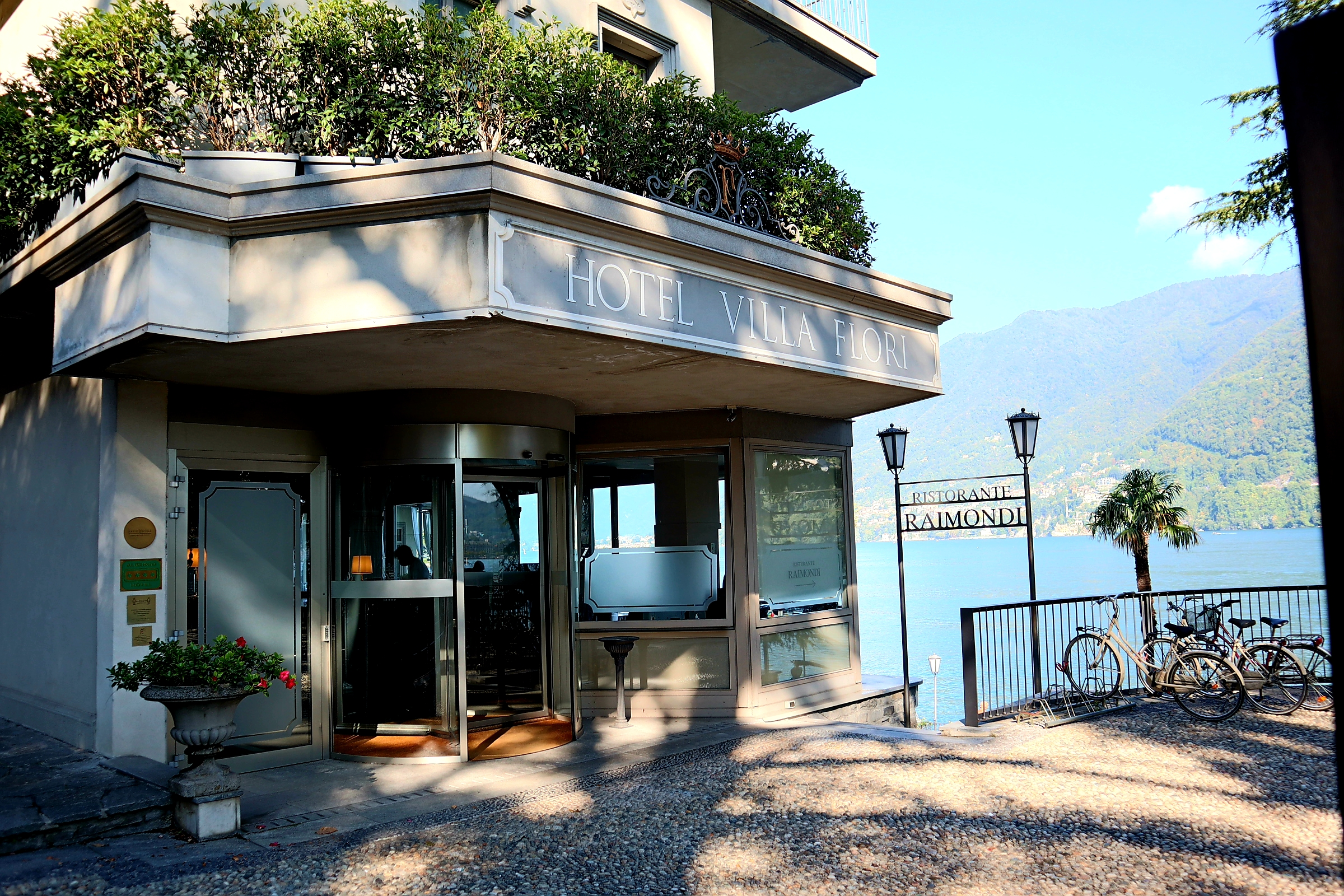
Ingresso attuale dell'albergo

La villa è conosciuta per aver ospitato Giuseppe Garibaldi dopo che il matrimonio con Giuseppina Raimondi fu rotto. La Raimondi rifiutò successivamente di sciogliere il vincolo matrimoniale con Giuseppe Garibaldi fino al 1880.
La dimora fa parte del percorso ville storiche del Lago di Como di Regione Lombardia.